# David Nugent
David James Nugent (Huyton, 2 de maio de 1985) é um futebolista inglês que atua como atacante. Atualmente joga pelo Preston North End, depois de 4 anos a serviço do Leicester City, em que foi o melhor marcador nas primeiras 3 temporadas que jogou pelos Foxes.